# Festival žudija
Festival žudija tradicionalno je međunarodno godišnje okupljanje žudija, čuvara Kristova groba koje se održava na Uskrsni ponedjeljak.
Prvi festival održan je 2001. u Vodicama, gdje se održavao do 2006. godine, kada je donešena odluka da se festival svake godine održava u drugoj župi, s tim da će Vodice biti domaćin svake šeste godine. Prvotno nazvan "Susret žudija Dalmacije" festival je promijenio ime u "Smotru žudija Dalmacije", pa u "Vodički festival žudija", a od 2011. naziva se "Festival žudija".
U Vidu je 9. travnja 2007. godine održana sedma Smotra žudija i prva koja je bila izvan Vodica, odakle je sve poteklo po zamisli Šime Strikomana.  Na otoku Prviću u Crkvi Uznesenja Marijina 24. ožujka 2008. godine održana je 8. smotra Čuvara Kristova groba. Sudjelovalo je oko četiri stotine žudija iz dvadeset dvije župe iz Dalmacije: Svetoga Duha – Tisno; Svetoga Stjepana Prvomučenika – Vlaka;  Svetoga Mihovila – Promina - Oklaj;  Presvetoga Trojstva – Rogotin; Gospe Karmelske – Bagalovići;  Našašća Svetoga Križa – Vodice; Marijina Uznesenja - Prvić Šepurine;   Svetoga Stjepana Prvomučenika – Brela; Srca Isusova i Marijina - Vidonje-Mlinište; Svetoga Mihovila – Murter;  Nikole Biskupa – Metković; Svetoga Stjepana Prvomučenika – Opuzen;    Gospe od Snijega - Vid,     Svetog Ante Padovanskog – Komin;   Svetoga Ante – Knin;  Svetoga Frane – Imotski; Uznesenja Blažene Djevice Marije - Katuni-Kreševo;  i Svetog Mihovila - Vareš (Bosna i Hercegovina).

## Dosadašnja domaćinstva
- 2001. - 2006. Vodice
- 2007. župa Gospe Snježne, Vid
- 2008. župa Marijina Uznesenja,Šepurine, otok Prvić
- 2009. župa Svetog Ante, Knin
- 2010. župa Svetog Nikole, Metković
- 2011. župa Svetog Duha, Tisno
- 2012. župa Svetog Križa, Vodice
- 2013. župa Presvetog Trojstva, Rogotin
- 2014. župa Gospe od Rožarija, Vrlika
- 2015. župa Srca Isusova i Marijina, Vidonje, Mlinište
- 2016. župa Svetog Frane, Imotski
- 2017. župa Svetog Ilije, Metković
- 2018. župa Svetog Križa, Vodice
- 2019. župa Svetog Mihovila, Promina, Oklaj
- 2020. nije održano zbog koronavirusa
- 2021. nije održano zbog koronavirusa
- 2022. župi Našašća svetoga Križa, Vodice
- 2023. župa Svetog Stjepana, Slivno Ravno, Vlaka
- 2024. župa Svete Ane, Lobor